# Tell Abu Hawam

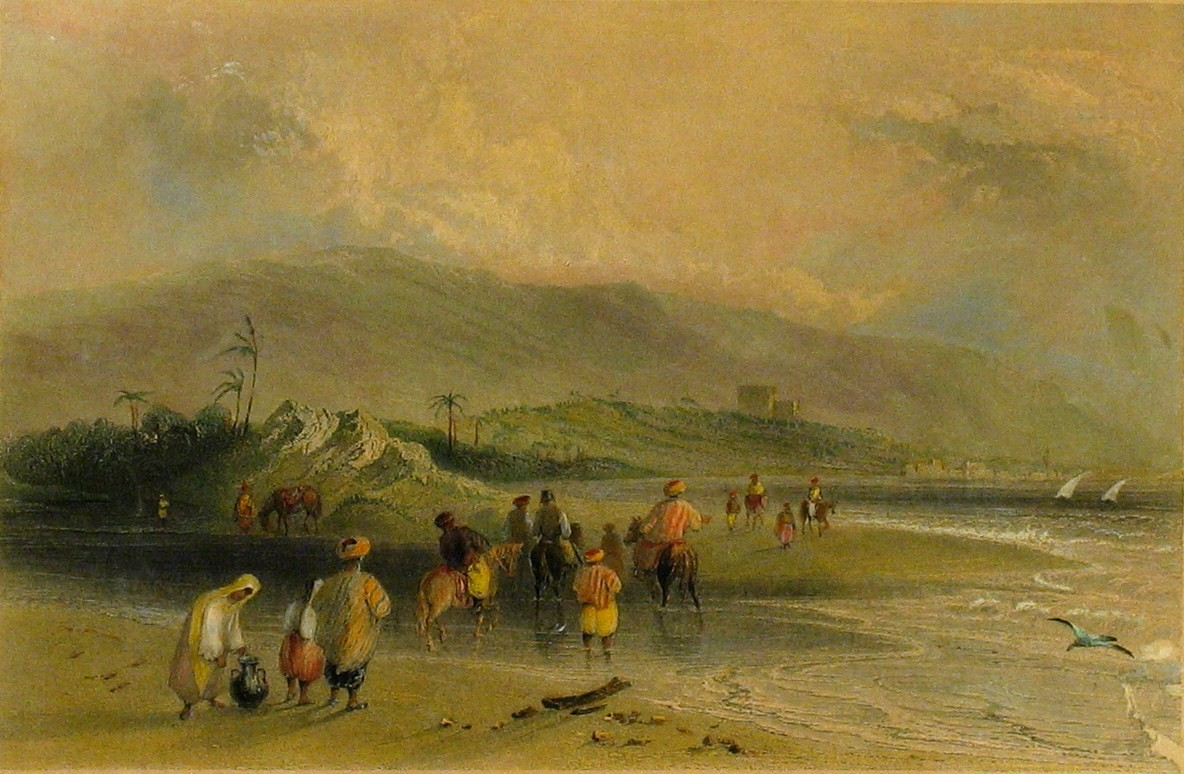
Historische Ansicht von Tell Abu Hawam

Tell Abu Hawam (arabisch تل أبو الهوام) ist eine Ausgrabungsstätte im nördlichen Israel.

## Lage
Tell Abu Hawam liegt im Stadtgebiet von Haifa, im Tal von Jesreel an der Mündung des Kischon ins Mittelmeer. Das Mündungsgebiet wurde seit den 1980er Jahren durch den Bau von Industrie- und Gewerbeanlagen sowie Straßen enorm verändert, das Grabungsgelände bildet heute eine „Insel “ inmitten von Schnellstraßen und Industriebauten.

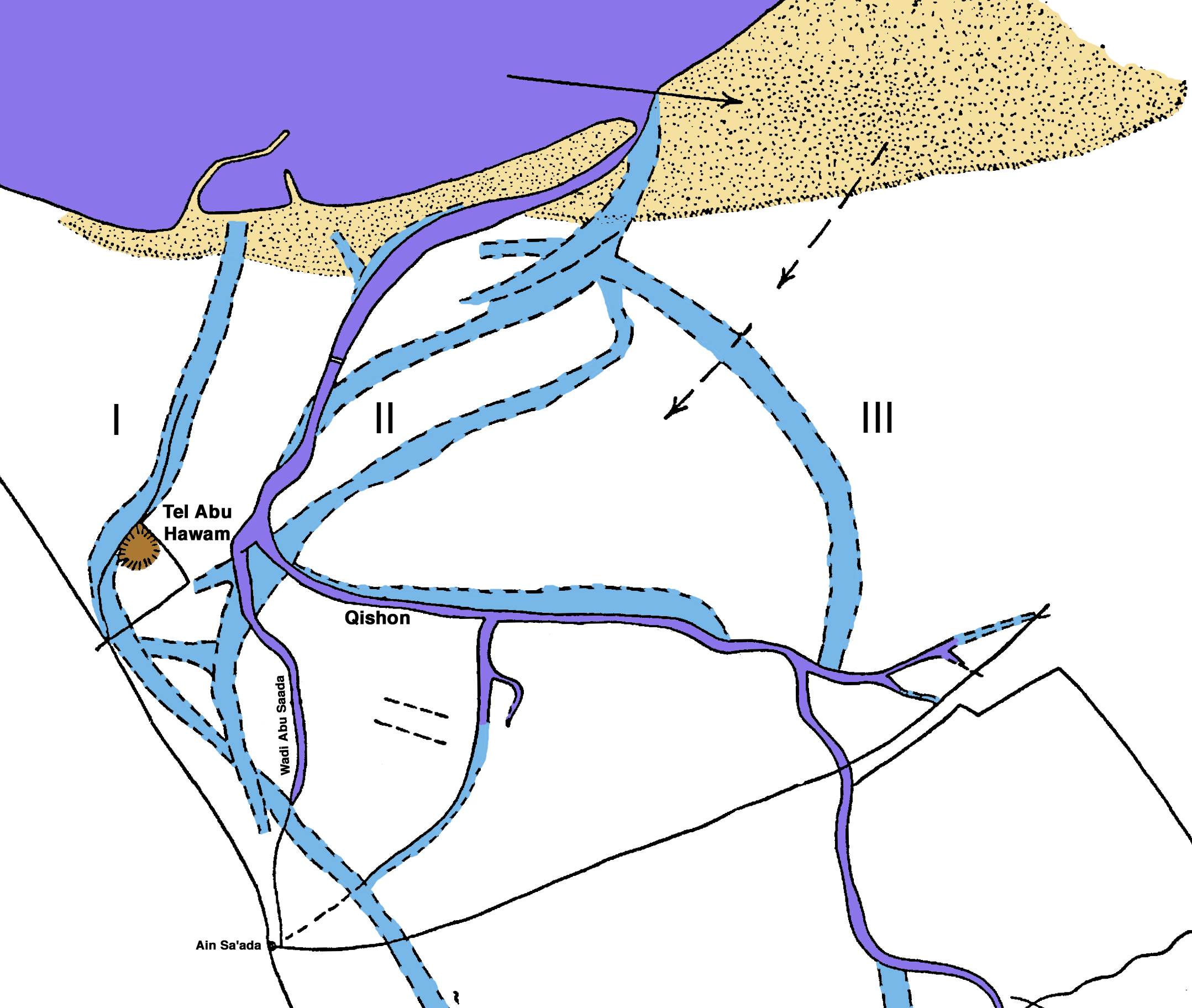
Lageplan
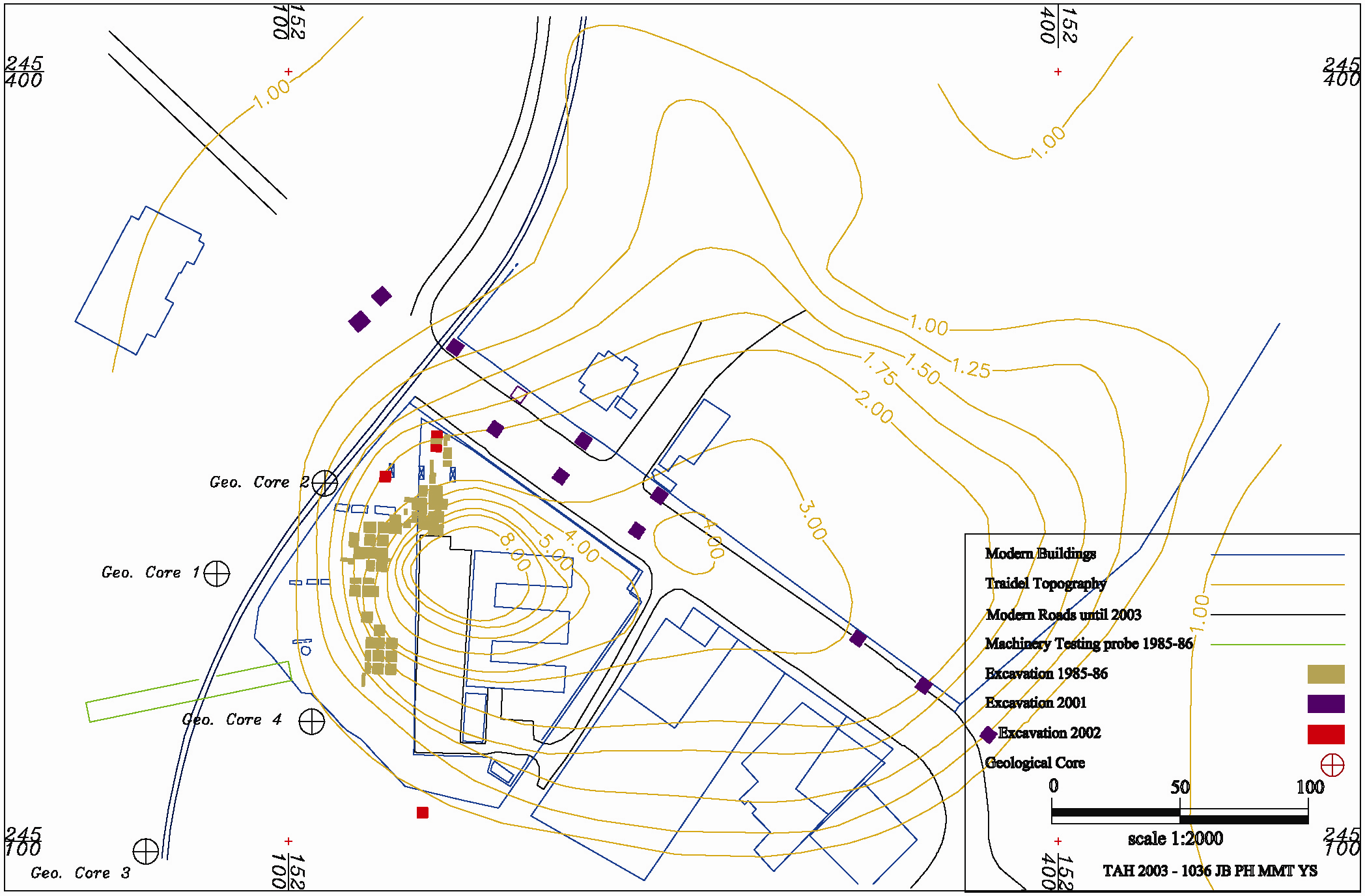
Lageplan der Grabungen 1985 bis 2002
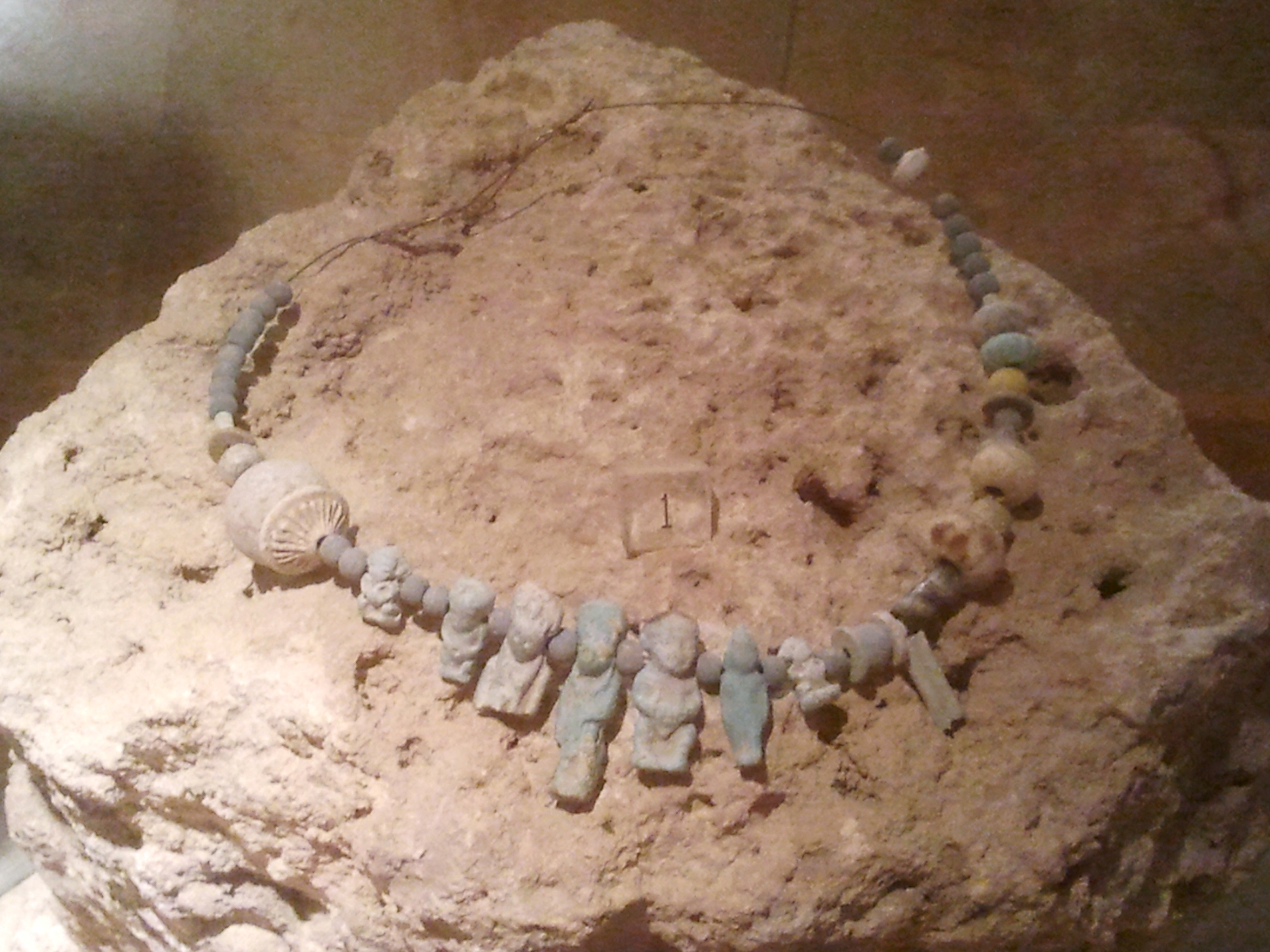
Amulette und Perlen vom Tell Abu Hawam
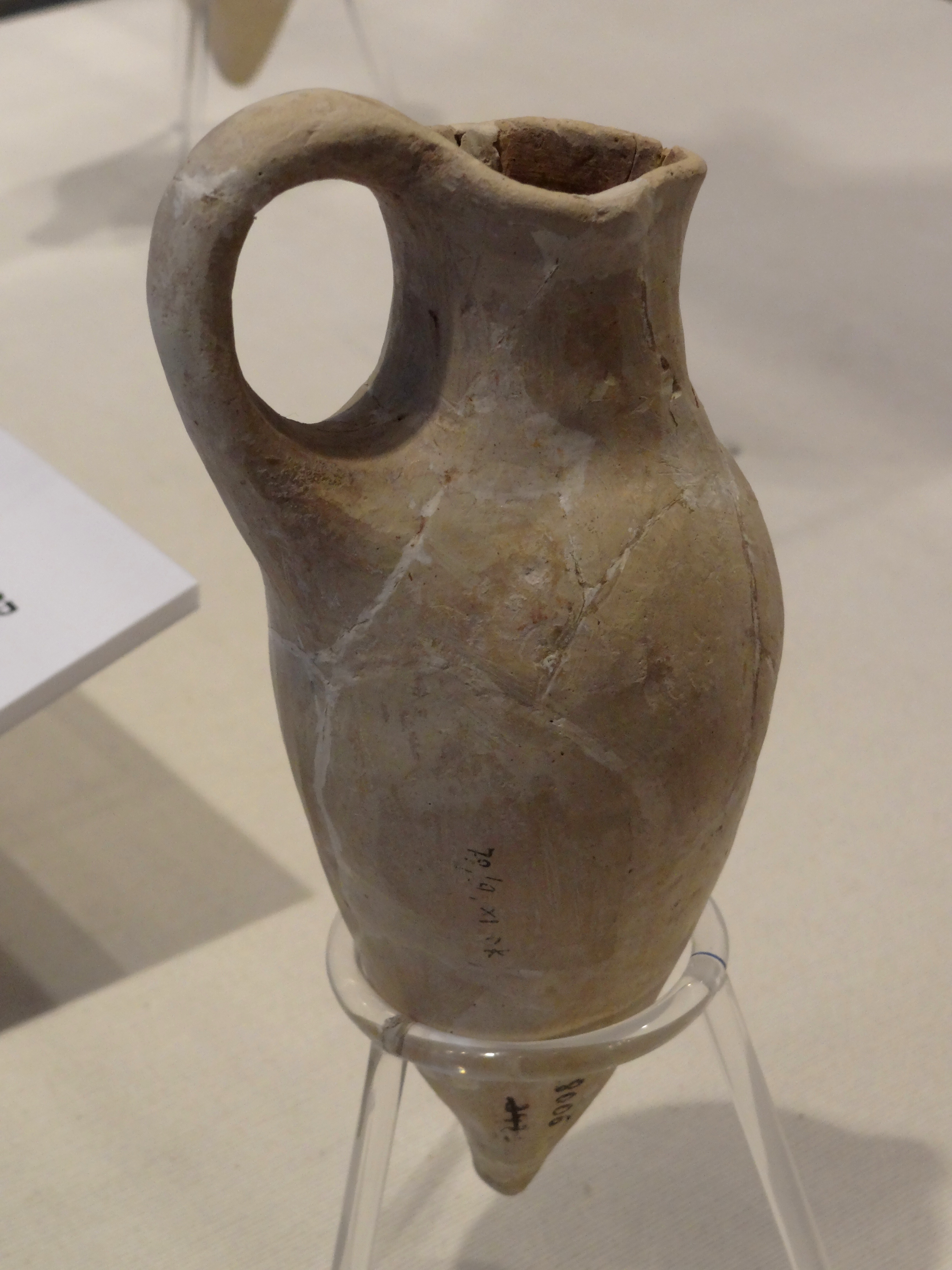
zypriotische Keramik

## Ausgrabungen
Ausgrabungen wurden unter anderem in den 1930ern durch Robert William Hamilton und 1963 durch Emmanuel Anati durchgeführt. Weitere Grabungen erfolgten 1985–86 und 2001–2002, zuletzt unter Michal Artzy von der Universität Haifa.
Der Tell enthält vor allem Schichten der späten Bronzezeit, die zwischen 1300 und 1180 v. Chr. datiert werden. Benjamin Mazar nimmt an, dass die Siedlung zur Zeit des ägyptischen Pharaos Sethos I. (ca. 1290–1279 v. Chr.) gegründet wurde und als Hafen für die Jesreel-Ebene diente. Aus Schicht V stammen Skarabäen mit der Inschrift von Amenophis II. (ca. 1428–1397 v. Chr.), ägyptische Keramik liegt dagegen nicht vor.
Nördlich der Siedlung befindet sich ein Friedhof der Spätbronzezeit II, der mykenische und zypriotische Importe enthält.

## Geschichte
Weinstein (1980) setzt wegen Funden von Späthelladischer (SH) IIIA2-Keramik die Gründung der Siedlung bereits in das späte 14. Jahrhundert v. Chr. an. Die SH IIIA- und IIIB-Keramik (14. und 13. Jahrhundert v. Chr.) stammt nach Analysen des Tons vom Peloponnes (Asaro/Perlman 1973).
Die Zerstörungsspuren in Bauschicht Va (nach Hamilton) werden entweder einem Feldzug von Ramses II. (zwischen 1276 und 1270 v. Chr.) oder von Sethos I. (1289 oder 1287 v. Chr.) zugeschrieben.